# Meioneta alboguttata
Meioneta alboguttata là một loài nhện trong họ Linyphiidae.
Loài này thuộc chi Meioneta. Meioneta alboguttata được Rudy Jocqué miêu tả năm 1985.